# Haie Bébel
Haie Bebel est le nom d'une suite d’îlets inhabités des îlets de Carénage, situés dans le Grand Cul-de-sac marin, appartenant administrativement à Sainte-Rose en Guadeloupe. Ils font partie du Parc national de la Guadeloupe.

## Description
Situés à l'est de l'îlet Le Boyer, à fleur d'eau, ils s'étendent sur environ 1 200 m de longueur pour une largeur approximative de 430 m. Ils sont constitués de bosquets de type mangrove.